# 埃斯奎纳帕德伊达尔戈
埃斯奎纳帕德伊达尔戈（西班牙語：Escuinapa de Hidalgo）是墨西哥的一个城市，位于錫那羅亞州最南边的同名市镇——埃斯奎纳帕市镇。

## 地理
埃斯奎纳帕德伊达尔戈的坐标为22°28′0″N 105°26′17″W / 22.46667°N 105.43806°W，总面积为1633.22平方公里，包含伊斯拉德尔博斯克和特阿卡潘以及别的小乡镇。该市西临太平洋，距錫那羅亞州首府库利亚坎约265公里，墨西哥1号高速公路和15号高速公路均经过该市。

## 人口
据墨西哥2005年人口普查，埃斯奎纳帕德伊达尔戈共有28789人口，为錫那羅亞州第六大城市，而埃斯奎纳帕市镇则有49655人口。根据墨西哥政府的预测，随着旅游中心的建设完成，该市在2025年将达到50万人口。届时，埃斯奎纳帕德伊达尔戈将可能成为錫那羅亞州第三重要的城市，位于馬薩特蘭与阿奥梅之间。